# DeFuniak Springs
DeFuniak Springs es una ciudad ubicada en el condado de Walton en el estado estadounidense de Florida. En el Censo de 2010 tenía una población de 5.177 habitantes y una densidad poblacional de 141,31 personas por km².

## Geografía
DeFuniak Springs se encuentra ubicada en las coordenadas 30°42′45″N 86°7′11″O / 30.71250, -86.11972. Según la Oficina del Censo de los Estados Unidos, DeFuniak Springs tiene una superficie total de 36.64 km², de la cual 35.59 km² corresponden a tierra firme y (2.85%) 1.04 km² es agua.

## Demografía
Según el censo de 2010, había 5.177 personas residiendo en DeFuniak Springs. La densidad de población era de 141,31 hab./km². De los 5.177 habitantes, DeFuniak Springs estaba compuesto por el 70.72% blancos, el 20.38% eran afroamericanos, el 0.7% eran amerindios, el 0.75% eran asiáticos, el 0.31% eran isleños del Pacífico, el 4.23% eran de otras razas y el 2.92% pertenecían a dos o más razas. Del total de la población el 7.48% eran hispanos o latinos de cualquier raza.